# گیسبرت هازن‌یگر
گیسبرت هازن‌یگر (آلمانی: Gisbert Hasenjaeger؛ ‏ ۱ ژوئن ۱۹۱۹ – ۲ سپتامبر ۲۰۰۶) منطق‌دان ریاضی  اهل آلمان بود. او به‌طور مستقل و هم‌زمان با لئون هنکین در سال ۱۹۴۹، اثبات جدیدی برای قضیه تمامیت گودل در منطق مرتبه اول ارائه داد. او به‌عنوان دستیار هاینریش شولتس در بخش رمزنگاری فرماندهی عالی ورماخت فعالیت می‌کرد و مسئول امنیت ماشین انیگما بود و در امنیت هرچه بیشترِ رمزهای آن نقش مهمی داشت.

## بیشتر بخوانید
- Rebecca Ratcliffe: Searching for Security. The German Investigations into Enigma's security. In: Intelligence and National Security 14 (1999) Issue 1 (Special Issue) S.146–167.
- Rebecca Ratcliffe: How Statistics led the Germans to believe Enigma Secure and Why They Were Wrong: neglecting the practical Mathematics of Ciper machines Add:. Brian J. angle (eds.) The German Enigma Cipher Machine. Artech House: Boston, London of 2005.